# Bruno Amadio
Bruno Amadio, född 15 januari 1911 i Venedig, död 22 september 1981 i Padua, var en italiensk konstnär. På 1970-talet blev han känd i många länder för sina målningar av gråtande barn. Bara i Sverige såldes minst 1,3 miljoner reproduktioner. Han var också känd som Giovanni Bragolin.

## Biografi
Bruno Amadio gick på konstskola i Venedig. Efter andra världskriget arbetade han som konstnär och som konservator.

### Gråtande barn
I slutet av 1960-talet gjorde han den första i en lång serie av tavlor som föreställde gråtande barn. Dessa verk såg han själv mer som hantverk än som konst. Han signerade dem därför inte med sitt eget namn utan använde signaturen G. Bragolin (efter sin släkting Giuseppe Bragolin). Amadio var först omedveten om att hans målningar såldes som reproduktioner. Han hade inte blivit tillfrågad. I efterhand fick han viss ersättning.
Bilderna kom att spridas i mycket stora upplagor i många länder. De blev populära både i Europa och i Latinamerika, i Israel såväl som i palestinska hem. Det gjordes även pirattryck, alltså reproduktioner av reproduktionerna. Även andra konstnärer kom att måla gråtande barn, men det var Amadios målningar som sålde bäst. I Sverige var 1978 det stora rekordåret. Bilderna såldes i varuhus och i små butiker liksom via postorder. Det var oftast unga människor som köpte dem, bland annat för att de kunde köpas billigt i fyrpack, men också naturligtvis för att de väckte känslor. Man kunde också köpa dem som mönster för korsstygnsbrodyr.

## Kritik och myter

### Kritik i Sverige
Barnkulturskribenten Kerstin Stjärne gick till hårt angrepp mot kommersen, som hon såg som ett cyniskt utnyttjande av barn och ”känsloporr”. Konstkritikern Cecilia Stam menade att det rörde sig om ”helt känslolösa verk, gjorda enbart på spekulation, fabriksgjorda humbugsbilder, som ger sig ut för att vara seriösa”.

### Uppdiktade historier och vandringssägner
På 1980-talet började det att spridas historier om hur porträtten kommit till. Amadio skulle ha använt verkliga barn som han på olika sätt fått att gråta. I själva verket hade han en blunddocka som han klädde i olika kläder. I brittiska tidningar spreds rykten om att bilderna förde olycka med sig, att de kunde förorsaka bränder men att de själva stod emot brand. Tidningen The Sun anordnade en offentlig bränning av tavlorna.